# Siphonopidae
Siphonopidae, porodica fosorijalnih (organizmi koji uglavnom vode podzemi način života) vodozemaca u redu beznožaca čije su vrste prethodno svrstavane u porodicu Caecilidae, a naknadne studije stavile su ih u poorodicu Siphonopidae kao sestrinski takson porodice Dermophiidae.
To su zmijoiliki beznožci koji žive skriveni u tlu u tropima Južne Amerike. Postoji 26 vrsta u 5 rodova. Vrste u ovoj porodici mogu imati oblike roditeljske skrbi, ali mnogo toga ostaje nepoznato. Mnoge vrste pokazuju majčinsku dermatofagiju, reproduktivno ponašanje u kojem se mladunci hrane visoko specijaliziranim lipidima bogatim vanjskim slojem majčine kože pomoću jedinstvenog skupa "fetalnih" zuba (npr. Microcaecilia dermatophaga, Siphonops annulatus).

## Rodovi
1. Brasilotyphlus Taylor, 1968, 2 vrste
2. Luetkenotyphlus Taylor, 1968, monotipična
3. Microcaecilia Taylor, 1968, 16
4. Mimosiphonops Taylor, 1968, 2 vrste
5. Parvicaecilia Taylor, 1968, 2 vrste uključene u Microcaecilia
6. Siphonops Wagler, 1828, 5 vrsta